# Taumangaria
Der Taumangaria (gilbertesisch auch: Te taumangaria, Tetaumangaria, von der gilbertesischen Wortbedeutung mangaria, Astgabel ausgehend) ist eine der gefährlichsten traditionellen Waffen der Gilbertesen, heute Kiribati, die in Form eines Haizahnschwertes, mit zwei Reihen Zähnen, vorkommen konnten (als Rere) oder als Haizahn-Langspeer (als Te unum).

## Beschreibung
Der Taumangaria besteht aus Palm- oder einem anderen Hartholz wie Mangrovenholz und hat eine Haupt- und dann eine oder mehrere Seitenklingen, hier in der häufigen Form eines Dreizacks. In die Klingen ist auf der Ober- und der Unterseite eine Kerbe eingeschnitzt, in die Zähne eines Lagunenhaies, oft eines Tigerhais (Galeocerdo cuvier) eingesetzt werden. Die Zähne werden mit einem natürlichen Harz eingeklebt und mit Schnüren aus Kokosfasern zusätzlich befestigt. Notwendige Löcher werden mit einem Drillichbohrer hergestellt.
Die Vielzahl der verschiedenen Haizahnwaffen ist beachtlich. Sie reichen von Schlagringen (siehe Haizahn-Schlagring) und Haizahnhandschuhen (Samoa), über Dolche, Äxte, ein- und zweihändige Schwerter bis zu sechs Meter langen Speeren. Diese Waffen sind sehr effektiv, besonders durch den Kampfstil der Einheimischen.
Es gibt vom Taumangaria viele Versionen, die sich in Länge, Form und Gestaltung unterscheiden, maßgebend ist dabei die Gabelung, entweder aus gewachsenem Holz oder mit angehefteten Klingen.
Zum Schutz benutzten die Einwohner von Kiribati eine Rüstung aus Kokosfasern (Kiribati-Kokosfaserrüstung), welche die Wirkung der Haizahnwaffen aufheben konnte. Diese Te tanga ni buaka, übersetzt: Kriegsrüstung, genannten Ganzkörperschutzpanzer, hatten eine derartige Dichte, das damalige Gewehrkugeln, um 1850, diese nicht durchdringen konnten.

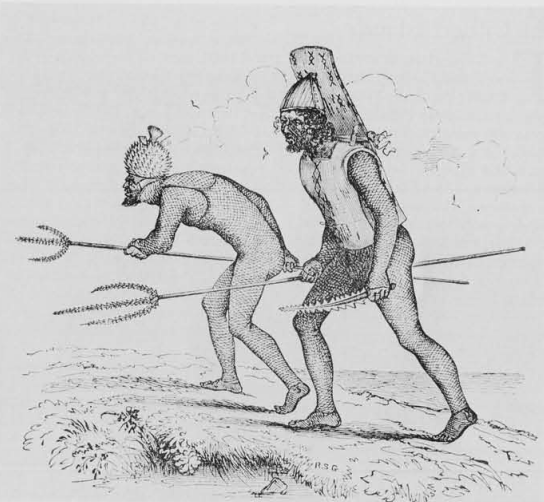
Gilbertesische Krieger mit Taumangaria, Haizahnschwert und Kriegsrüstung aus Kokosfaser, 1841
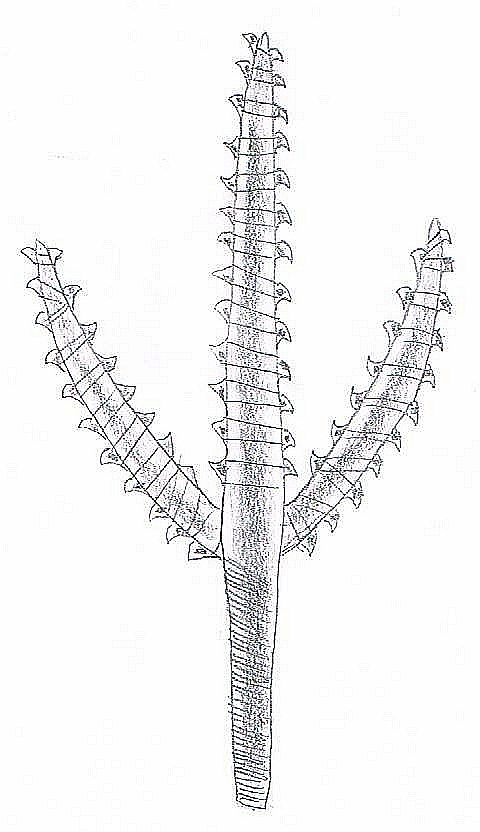
Einfache Gabelung